# Zbigniew Czechowski
Zbigniew Czechowski – polski geofizyk specjalizujący się w geofizyce teoretycznej. Profesor zwyczajny nauk o Ziemi. Kierownik Zakładu Geofizyki Teoretycznej Instytutu Geofizyki Polskiej Akademii Nauk.

## Życiorys
W latach 1974–1979 studiował na Wydziale Matematyki, Informatyki i Mechaniki Uniwersytetu Warszawskiego. W latach 1979–1983 odbył studia doktoranckie w Instytucie Podstawowych Problemów Techniki PAN. Stopień doktora uzyskał w roku 1984 na podstawie rozprawy  „Propagacja dźwięku w gazach monoatomowych i w binarnych mieszaninach gazów monoatomowych w szerokim zakresie częstotliwości”. Stopień doktora habilitowanego uzyskał w roku 1994 na podstawie rozprawy: ”A kinetic model of the evolution of cracks”. W roku 2010 powołany został na profesora nadzwyczajnego w Instytucie Geofizyki PAN. Tytuł profesora zwyczajnego nauk o Ziemi został mu nadany w roku 2015. 
Od 2014 pełni funkcję kierownika Zakładu Geofizyki Teoretycznej Instytutu Geofizyki PAN. W tym samym instytucie pełnił wcześniej funkcję kierownika Zakładu Dynamiki Wnętrza Ziemi oraz Zakładu Sejsmologii i Fizyki Wnętrza Ziemi. Od 2013 członek prezydium Polskiego Towarzystwa Geofizycznego. Od 2006 redaktor prowadzący czasopisma „Acta Geophysica”. Członek Komitetu Geofizyki PAN. Od 2017 redaktor naczelny czasopisma "Przegląd Geofizyczny".
Zbigniew Czechowski specjalizuje się w procesach stochastycznych, analizie szeregów czasowych, fraktalach, fizyce trzęsień ziemi i procesach powstawania planet. W roku 1990 został nagrodzony przez PAN za wybitne osiągnięcia naukowe. 